# 존 커 (물리학자)

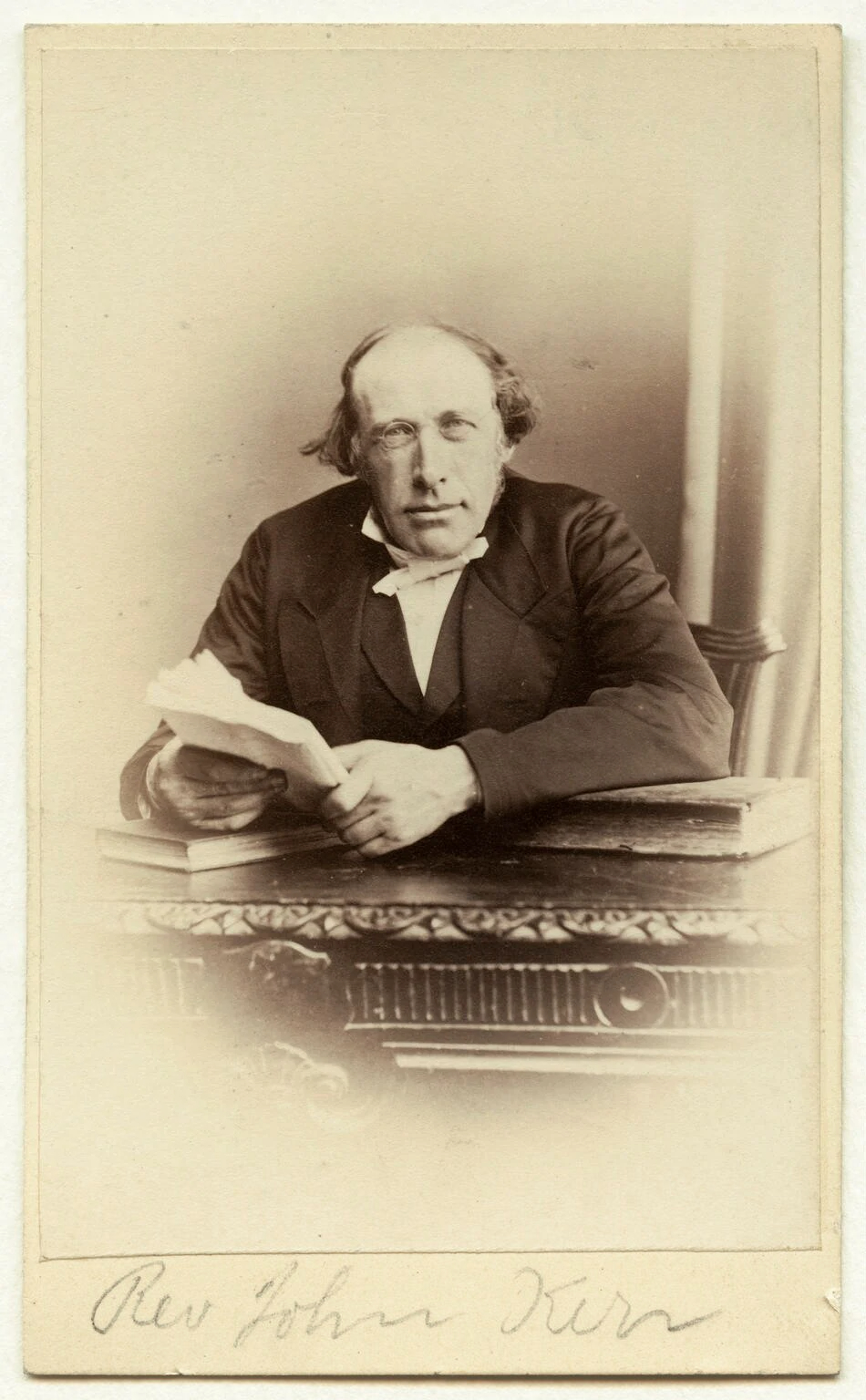
존 커

존 커(영어: John Kerr, 1824년 12월 17일 ~ 1907년 8월 15일)는 스코틀랜드의 물리학자이다. 외부 전기장, 자기장에 의해 결정과 액체의 광학적 성질이 변화하는 커 효과를 발견했다.

## 생애와 업적
존 커는 1824년 12월 17일에 스코틀랜드의 ardrossan에서 태어났다. 그는 1841년부터 1846년까지 Glasgow(지명)의 학생이였으며, 1849년에는 Theological College of the Free Church of Scotland에 있었다. 1857년부터 그는 같은 곳에서 수학 강의를 하게 된다. 그는 Glasgow에서 생을 마감한다.
존 커의 가장 중요한 실험적 업적은 정전기장이 걸린 고체와 유전유체에서의 이중굴절 현상, 커 효과(Kerr effect)라고 불리는 현상의 발견이다. 커 효과에서는, 굴절율의 변화가 전기장의 제곱에 비례한다. 이 관계가 선형적일 경우에는 Pockels effect라고 불린다. 컬효과는 자기장에서의 비슷한 현상을 설명하기도 하는데, 이는 자기광 커 효과(magneto-optic Kerr effect)라고 불린다.
커 효과는 100ns정도의 아주 짧은 순간의 사진을 찍기위한 Kerr Cell에도 사용된다. 1928년 Karolus&Mittelstaedt는 Kerr cell을 이용해서 빛의 속도를 측정하기 위한 빛을 만들어 내었다. 기존의 기계적인 방법을 이용해서 만들수 있었던 최대 진동수는 10kHz였지만, Kerr cell은 10MHz로 훨씬 짧은 순간동안의 빛을 만들 수 있었다.

## 명예
- Glasgow대학에서 명예 박사학위 (1864)
- 왕립학회의 회원 (1890)
- 왕립학회의 로열 메달 (1898)
- Civil list penison (1902)